# Bror Brenner
Bror Benedictus Bernhard Brenner  (* 17. Juli 1855 in Wyborg; † 17. April 1923 ebenda) war ein finnischer Segler.
Gemeinsam mit Waldemar Björkstén, Jacob Björnström, Allan Franck, Erik Lindh, Juho Arne Pekkalainen und Harry Wahl trat er für das Großfürstentum Finnland bei den Olympischen Spielen 1912 in Stockholm an und gewann auf dem Schiff Nina die Silbermedaille in der 10-Meter-Klasse.